# Richard Wettstein
Richard Wettstein, Ritter von Westersheim(b) (* 30. Juni 1863 in Rodaun; heute Wien; † 10. August 1931 in Trins, Tirol) war ein österreichischer Botaniker. Er war der Vater von Otto Wettstein, Fritz von Wettstein und Wolfgang Wettstein (1898–1984). Er war Begründer einer Pflanzensystematik. Sein botanisches Autorenkürzel lautet „Wettst.“ Seine Frau war Adele Kerner von Marilaun (1863–1938), die Tochter von Anton Kerner von Marilaun.

## Leben

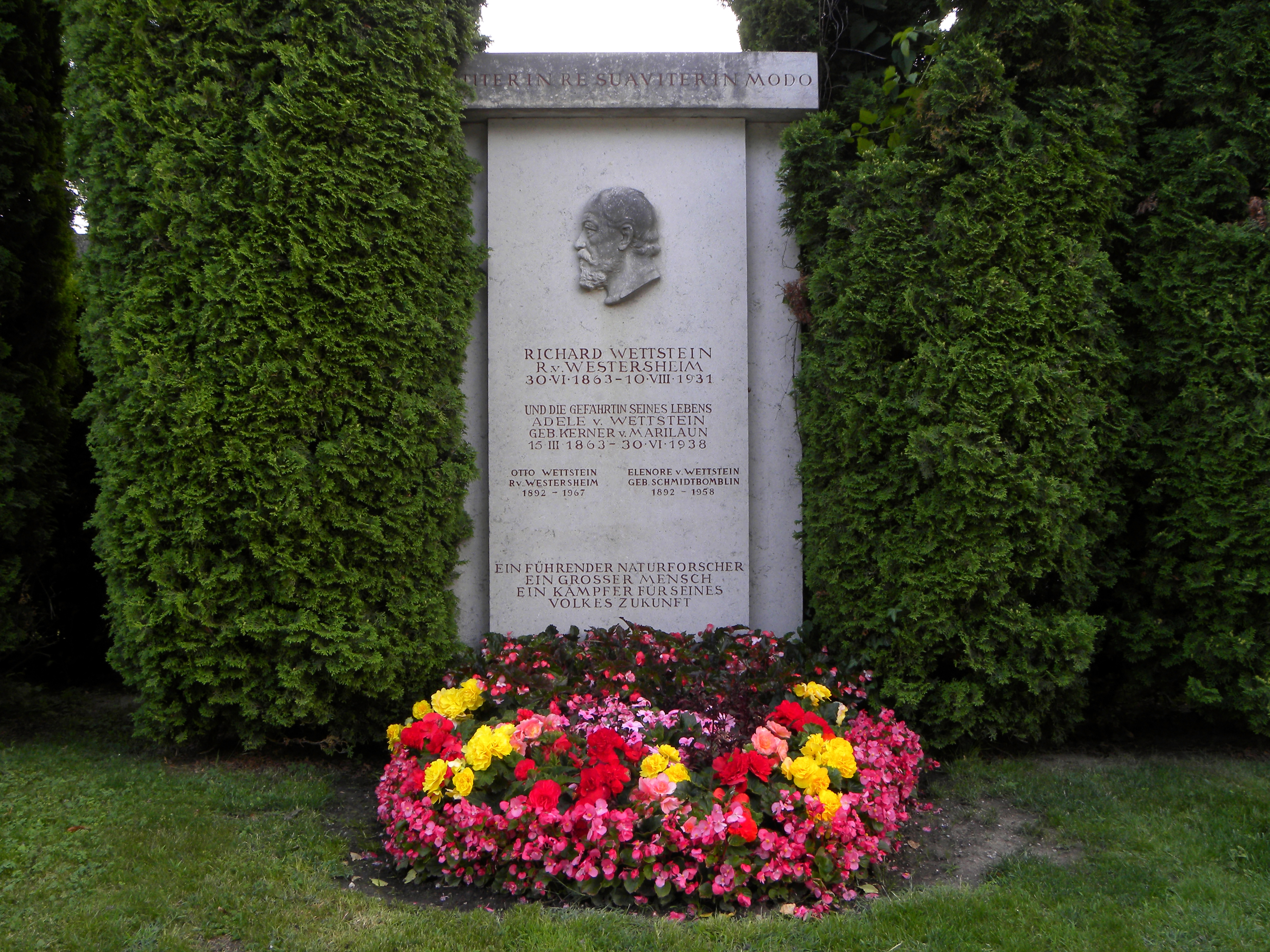
Ehrengrab auf dem Wiener Zentralfriedhof

Richard Wettstein studierte ab 1881 Naturwissenschaften und Medizin an der Universität Wien, wo er 1884 zum Dr. phil. promovierte. Er war Schüler, Assistent und Schwiegersohn von Anton Kerner von Marilaun. 1886 wurde er Dozent für Botanik und 1888 Adjunkt am Botanischen Garten und Museum in Wien. Ab 1892 war er ordentlicher Professor für Botanik und Direktor des Botanischen Gartens und Instituts der Universität Prag. 1894 wurde er Mitglied der Leopoldina. 1899 wurde er zum ordentlichen Professor für Systematische Botanik an die Universität Wien berufen, wo er als Direktor auch dem von ihm erneuerten Botanischen Garten der Universität Wien und dem Institut für Botanik vorstand. Garten und Institutsgebäude wurden unter seiner Leitung 1904/05 neu errichtet. Ab 1901 war er Präsident der Wiener Zoologisch-Botanischen Gesellschaft. Forschungsreisen führten ihn 1901, als Teilnehmer einer botanischen Expedition der Wiener Akademie der Wissenschaften, nach Brasilien und 1929/30 mit seinem Sohn Fritz nach Süd- und Ostafrika. 1908 war er Vorsitzender der Gesellschaft Deutscher Naturforscher und Ärzte. Ab 1910 war er Mitglied der Akademie der Wissenschaften und 1919-1031 deren Vizepräsident. In dieser Funktion agierte er zeitweise antisemitisch und verhinderte etwa die Übernahme der Kuffner-Sternwarte durch die Universität.
Im Studienjahr 1913/14 war er Rektor der Universität Wien. 1914 wurde er korrespondierendes Mitglied der Bayerischen Akademie der Wissenschaften. 1927 wurde er in die American Academy of Arts and Sciences gewählt und 1928 in die Göttinger Akademie der Wissenschaften. Der Russischen Akademie der Wissenschaften gehörte er ab 1924 als korrespondierendes Mitglied und ab 1927 als Ehrenmitglied an (ab 1925: Akademie der Wissenschaften der UdSSR). Von 1930 bis 1931 war er Mitglied des Senats der Kaiser-Wilhelm-Gesellschaft.
Wettstein arbeitete vor allem als Pflanzensystematiker; er begründete die Systematik der Pflanzen nach Wettstein und stellte die Pseudanthien-Theorie auf. Für das Werk Die natürlichen Pflanzenfamilien von Adolf Engler in Band 4 Nummer 3b bearbeitete er die Pflanzenfamilien „Nolanaceae, Solanaceae, Scrophulariaceae, Globulariaceae, Myoporaceae“ (1891–1895).
Wettstein wurde 1917 zum Mitglied des Herrenhauses im österreichischen Reichsrat ernannt. Nach dem Ersten Weltkrieg gehörte er der 1919 gegründeten österreichisch-deutschen Arbeitsgemeinschaft an, deren Mitglieder sich für einen Anschluss Österreichs an das Deutsche Reich einsetzten.
Kurz nach seinem Ableben verfügte der damalige Wiener Bürgermeister, Karl Seitz, dass für Wettstein ein Ehrengrab am Wiener Zentralfriedhof zur Verfügung gestellt werde. Das Grab liegt unmittelbar neben den Gräbern von Wilhelm Exner und Ludwig Boltzmann. Am 30. Juni 1932, dem 69. Geburtstag Wettsteins, wurde das von Otto Hofner aus Marmor geschaffene Grabmal feierlich enthüllt.

### Burschenschaft
Er war Mitglied der Deutschen Burschenschaft (DB), ursprünglich aktiv in der Wiener Thuringia.

## Ehrungen
Die Pflanzengattungen Wettsteinia Petrak aus der Familie der Korbblütler (Asteraceae) und Wettsteiniola Suesseng. aus der Familie der Podostemaceae sind nach ihm benannt worden. Ignaz Dörfler benannte Minuartia wettsteinii nach ihm.
Sein Konterfei ist auf der 50-Schilling Banknote von 1962 zu sehen.
In Wien wurden der 1930 angelegte Wettsteinpark in der Leopoldstadt (2. Bezirk) und die Wettsteingasse in Floridsdorf (21. Bezirk, 1942) nach ihm benannt.

## Schriften
- Grundzüge der geographisch-morphologischen Methode der Pflanzensystematik, 1898
- Botanik und Zoologie in Österreich 1850–1900, 1901
- Der Neo-Lamarckismus und seine Beziehungen zum Darwinismus, 1903
- Handbuch der systematischen Botanik, 2 Bände, 1901–1908; 3. Auflage 1924, 4. Auflage 1933–1935 (von seinem Sohn Fritz von Wettstein herausgegeben)